# 1237
Évszázadok: 12. század – 13. század – 14. század
Évtizedek: 1180-as évek – 1190-es évek – 1200-as évek – 1210-es évek – 1220-as évek – 1230-as évek – 1240-es évek – 1250-es évek – 1260-as évek – 1270-es évek – 1280-as évek
Évek: 1232 – 1233 – 1234 – 1235 –  1236 – 1237 – 1238 – 1239 – 1240 – 1241 – 1242

## Események
- február – IV. Konrád német király trónra lépése (ténylegesen csak 1250-től 1254-ig uralkodik).
- november 27. – II. Frigyes német-római császár a cortenuovai csatában legyőzi a lombard liga seregét.[1]
- december 27. – Julianus barát visszatér második útjáról hírt hozva a közelgő tatár veszedelemről.[2]
- az év folyamán –
  - Kálmán herceg serege meghódítja Boszniát és Hulmot.[3]
  - A tatárok nyugat felé terjeszkedve megtámadják Oroszországot.[4]
  - A Livónia Kardtestvérek egyesülnek a Német Lovagrenddel, ezzel újabb veszélyt jelentenek a balti és keleti szláv népekre.[5]
  - Vörös János kerül Bretagne hercegi trónjára.[6]
  - IV. Béla kiváltságlevelet ad a fehérvári polgároknak.[7]

## Halálozások
- I. János jeruzsálemi király (* 1144 körül)
- Jordanus Nemorarius német tudós